# Demografische Primatstellung
Die demografische Primatstellung beschreibt einen hohen, in den Entwicklungsländern stark zunehmenden Anteil der Bevölkerung einer Metropole an der Gesamtbevölkerung des Landes. Mit der demografischen Primatstellung einher geht sowohl ein eklatanter Größenunterschied zwischen einer Stadt mit Primatstellung und dem nächstkleineren Zentrum des Landes als auch eine funktionale Primatstellung.
Beispiele für eine Primatstellung sind Kairo in Ägypten, Bangkok in Thailand oder Teheran im Iran. Weiter fortgeschritten ist die Primatstellung in den Industriestaaten Frankreich mit Paris, Schweden mit Stockholm oder als Extremfall Südkorea mit Seoul. In Seoul und seinem Ballungsraum (Sudogwon) konzentrieren sich 49 % der Bevölkerung Südkoreas („Metropolisierungsgrad“, s. Metropolisierung), der Index of Primacy beträgt 2,8 (Seoul ist mit 10,35 Millionen Einwohnern 2,8-mal so groß wie Busan mit 3,68 Millionen Einwohnern; Stand 2010).
Deutschland ist kein Staat mit einer Stadt, welche eine Primatstellung besitzt, wohl aber haben einzelne Bundesländer Primatstädte bzw. einen hohen Metropolisierungsgrad. Beispiele hierfür sind Hessen mit Frankfurt und dem Rhein-Main-Gebiet, in dem 50 % aller Hessen leben. Sähe man die eng verflochtenen Länder Brandenburg und Berlin als ein Bundesland, so lebten über 60 % der Bevölkerung in Berlin. Etwa 25 % aller Baden-Württemberger leben im Ballungsraum Stuttgart.